# 애관극장

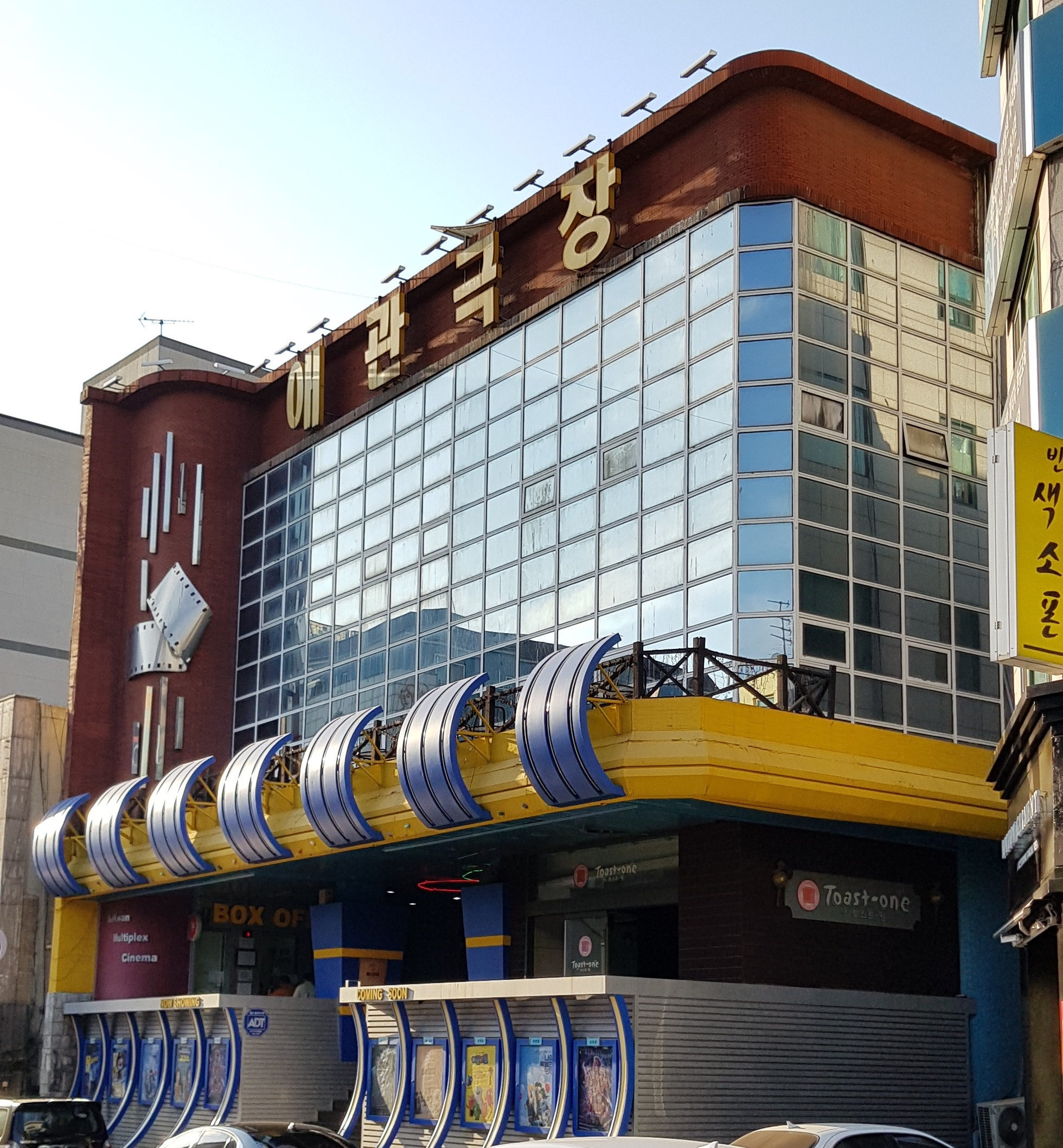

애관극장(愛館劇場)은 인천에 있는 영화관으로, 대한민국에서 제일 오래된 극장이다.

## 역사
최성연은 《개항과 양관 역정》에 정치국이 청일 전쟁(1894~1895) 중에 협률사(協律舍)라는 공연장을 만들었다고 기록했다. 1902년 서울에 세워진 협률사(協律社)와는 ‘사’의 한자가 다르다. 이후 임성구의 제안으로 축항사(築港舍)로 이름을 바꾸었다. 1920년 또는 1921년에 애관(愛館)이란 이름으로 바꿨다. 이후 김윤복이 인수하여 1927년 개축했다.

## 같이 보기
- 우미관
- 단성사